# Asterisk
O Asterisk é um software livre, de código aberto, que implementa em software os recursos encontrados em um PABX convencional, utilizando tecnologia de VoIP. Ele foi criado pelo Mark Spencer em 1999.
Inicialmente desenvolvido pela empresa Digium, hoje recebe contribuições de programadores ao redor de todo o mundo. Seu desenvolvimento é ativo e sua área de aplicação muito promissora.

## Características
O Asterisk utiliza protocolos abertos tais como SIP, MGCP e IAX para realizar a sinalização das chamadas telefônicas na rede TCP/IP.
É possível utilizar o Asterisk como: 
- Media gateway - Entre a RTPC e a rede IP (fazendo uso de hardware especial).
- URA ou Media server - Tocando mensagens pré-programadas ou com interatividade via DTMF e/ou Reconhecimento de voz, como música de espera ou menu de atendimento.
- Correio de voz - Permitindo gravar recados
- PABX IP - Fazendo controle de encaminhamento de chamadas intra e inter-terminais.